# Oscarsgalan 1944
Oscarsgalan 1944 som hölls 2 mars 1944 var den 16:e upplagan av Oscarsgalan där det prestigefyllda amerikanska filmpriset Oscar delades ut till filmer som kom ut under 1943.

## Vinnare och nominerade
Vinnarna listas i fetstil.
| Enastående spelfilm | Bästa regi |
| --- | --- |
| - Casablanca - En dag skall komma - Havet är vårt öde - Himlen kan vänta - Klockan klämtar för dig - Madame Curie - Möte vid Ox-oket - Sången om Bernadette - Ungkarlsfällan - Vi människor | - Michael Curtiz – Casablanca - Clarence Brown – Vi människor - Henry King – Sången om Bernadette - Ernst Lubitsch – Himlen kan vänta - George Stevens – Ungkarlsfällan |
| Bästa manliga huvudroll | Bästa kvinnliga huvudroll |
| - Paul Lukas – En dag skall komma - Humphrey Bogart – Casablanca - Gary Cooper – Klockan klämtar för dig - Walter Pidgeon – Madame Curie - Mickey Rooney – Vi människor | - Jennifer Jones – Sången om Bernadette - Jean Arthur – Ungkarlsfällan - Ingrid Bergman – Klockan klämtar för dig - Joan Fontaine – Alla himlar öppna sig - Greer Garson – Madame Curie |
| Bästa manliga biroll | Bästa kvinnliga biroll |
| - Charles Coburn – Ungkarlsfällan - Charles Bickford – Sången om Bernadette - J. Carrol Naish – Sahara - Claude Rains – Casablanca - Akim Tamiroff – Klockan klämtar för dig | - Katina Paxinou – Klockan klämtar för dig - Gladys Cooper – Sången om Bernadette - Paulette Goddard – Vi hälsa livet - Anne Revere – Sången om Bernadette - Lucile Watson – En dag skall komma |
| Bästa originalmanus | Bästa manus efter förlaga |
| - Gift dej med mej – Norman Krasna - Havet är vårt öde – Noël Coward - Luften är vårt liv – Dudley Nichols - Vi hälsa livet – Allan Scott - Överraskade i gryningen – Lillian Hellman | - Casablanca – Julius J. Epstein, Philip G. Epstein och Howard Koch - En dag skall komma – Dashiell Hammett - Leve äktenskapet – Nunnally Johnson - Sången om Bernadette – George Seaton - Ungkarlsfällan – Richard Flournoy, Lewis R. Foster, Frank Ross och Robert Russell |
| Bästa berättelse | Bästa dokumentärfilm |
| - Vi människor – William Saroyan - De anföll i gryningen – Guy Gilpatric - Skuggan av ett tvivel – Gordon McDonell - Spionage i Tokyo – Steve Fisher - Ungkarlsfällan – Frank Ross och Robert Russell | - Seger i öknen - Baptism of Fire - Nederlaget - Report from the Aleutians - War Department Report |
| Bästa korta dokumentär | Bästa animerade kortfilm |
| - December 7th - Children of Mars - Plan for Destruction - Svenskar i Amerika - To the People of the United States - Tomorrow We Fly - Youth in Crisis | - The Yankee Doodle Mouse – Fred Quimby - The 500 Hats of Bartholomew Cubbins – George Pal - The Dizzy Acrobat – Walter Lantz - Greetings Bait – Leon Schlesinger - Imagination – Dave Fleischer - Reason and Emotion – Walt Disney |
| Bästa kortfilm (enaktare) | Bästa kortfilm (tvåaktare) |
| - Amphibious Fighters – Grantland Rice - Cavalcade of Dance – Gordon Hollingshead - Champions Carry On – Edmund Reek - Hollywood in Uniform – Ralph Staub - Seeing Hands – Pete Smith | - Heavenly Music – Jerry Bresler och Sam Coslow - Letter to a Hero – Frederic Ullman Jr. - Mardi Gras – Walter MacEwen - Women at War – Gordon Hollingshead |
| Bästa filmmusik (drama eller komedi) | Bästa filmmusik (musikal) |
| - Sången om Bernadette – Alfred Newman - Casablanca – Max Steiner - Commandos – Louis Gruenberg och Morris Stoloff - Den stora oljerushen – Walter Scharf - En riddare utan fruktan – Leigh Harline - Jagat byte – C. Bakaleinikoff och Roy Webb - Kansas hjälte – Gerard Carbonara - Klockan klämtar för dig – Victor Young - Madame Curie – Herbert Stothart - Mord i baletten – Arthur Lange - Månen och silverslanten – Dimitri Tiomkin - Oss svindlare emellan – Phil Boutelje - Skräckdagar i Prag – Hanns Eisler - Synda på nåden – Hans J. Salter och Frank Skinner - Victory Through Air Power – Edward H. Plumb, Paul J. Smith och Oliver Wallace - Överraskade i gryningen – Aaron Copland | - Den stora oljeruschen – Ray Heindorf - Coney Island – Alfred Newman - Den stora stjärnparaden – Freddie Rich - Fantomen på Stora Operan – Edward Ward - Saludos Amigos – Edward H. Plumb, Paul J. Smith och Charles Wolcott - Schlagerparaden – Walter Scharf - Skräll på Broadway – Morris Stoloff - Soldatflamman – Herbert Stothart - Stjärnbaneret – Robert Emmett Dolan - Upp i det blå – Leigh Harline                                                                              |
| Bästa sång | Bästa ljudinspelning |
| - "You'll Never Know" från Hallå, Frisco! – Musik av: Harry Warren; Text: Mack Gordon - "Change of Heart" från Schlagerparaden – Musik av: Jule Styne; Text: Harold Adamson - "Happiness is a Thing Called Joe" från Svart extas – Musik av: Harold Arlen; Text: E.Y. Harburg - "My Shining Hour" från Upp i det blå – Musik av: Harold Arlen; Text: Johnny Mercer - "Saludos Amigos" från Saludos Amigos – Musik av: Charles Wolcott; Text: Ned Washington - "Say a Prayer for the Boys Over There" från Din för alltid – Musik av: Jimmy McHugh; Text: Herb Magidson - "That Old Black Magic" från Stjärnbaneret – Musik av: Harold Arlen; Text: Johnny Mercer - "They're Either Too Young or Too Old" från Tacka din lyckliga stjärna – Musik av: Arthur Schwartz; Text: Frank Loesser - "We Mustn't Say Good Bye" från Den stora stjärnparaden – Musik av: James V. Monaco; Text: Al Dubin - "You'd Be So Nice to Come Home To" från Skräll på Broadway – Musik och Text: Cole Porter | - De stulo mitt land – Stephen Dunn - Den stora oljeruschen – Daniel J. Bloomberg - Fantomen på Stora Operan – Bernard B. Brown - Hallå, du gamle indian! – Loren L. Ryder - Irving Berlins paradrevy – Nathan Levinson - Madame Curie – Douglas Shearer - Sahara – John P. Livadary - Saludos Amigos – C.O. Slyfield - Skräckdagar i Prag – Jack Whitney - So This Is Washington – James L. Fields - Sången om Bernadette – Edmund H. Hansen - Överraskade i gryningen – Thomas T. Moulton |
| Bästa scenografi (svartvitt) | Bästa scenografi (färg) |
| - Sången om Bernadette – James Basevi, William S. Darling och Thomas Little - Madame Curie – Cedric Gibbons, Paul Groesse, Edwin B. Willis och Hugh Hunt - På uppdrag i Moskva – Carl Jules Weyl och George James Hopkins - Vi mötas i gryningen – Albert S. D'Agostino, Carroll Clark, Darrell Silvera och Harley Miller - Vägen till Cairo – Hans Dreier, Ernst Fegté och Bertram C. Granger - Överraskade i gryningen – Perry Ferguson och Howard Bristol | - Fantomen på Stora Operan – Alexander Golitzen, John B. Goodman, Russell A. Gausman och Ira Webb - Irving Berlins paradrevy – John Hughes, John Koenig och George James Hopkins - Klockan klämtar för dig – Hans Dreier, Haldane Douglas och Bertram C. Granger - Soldatflamman – Cedric Gibbons, Daniel B. Cathcart, Edwin B. Willis och Jacques Mersereau - Tutti Frutti – James Basevi, Joseph C. Wright och Thomas Little                                                              |
| Bästa foto (svartvitt) | Bästa foto (färg) |
| - Sången om Bernadette – Arthur C. Miller - Casablanca – Arthur Edeson - Korvett K-225 – Tony Gaudio - Luften är vårt liv – James Wong Howe, Elmer Dyer och Charles A. Marshall - Madame Curie – Joseph Ruttenberg - Sahara – Rudolph Maté - Vi hälsa livet – Charles Lang - Vi människor – Harry Stradling Sr. - Vägen till Cairo – John F. Seitz - Överraskade i gryningen – James Wong Howe | - Fantomen på Stora Operan – Hal Mohr och W. Howard Greene - Hallå, Frisco! – Charles G. Clarke och Allen M. Davey - Himlen kan vänta – Edward Cronjager - Klockan klämtar för dig – Ray Rennahan - Lassie på äventyr – Leonard Smith - Soldatflamman – George J. Folsey |
| Bästa klippning | Bästa specialeffekter |
| - Luften är vårt liv – George Amy - Casablanca – Owen Marks - Klockan klämtar för dig – Sherman Todd och John F. Link Sr. - Sången om Bernadette – Barbara McLean - Vägen till Cairo – Doane Harrison | - Rivalerna – Fred Sersen och Roger Heman Sr. - Bomber över Tokio – Vernon L. Walker, James G. Stewart och Roy Granville - Konvoj över havet – A. Arnold Gillespie, Donald Jahraus och Michael Steinore - Luften är vårt liv – Hans F. Koenekamp, Rex Wimpy och Nathan Levinson - Vi hälsa livet – Farciot Edouart, Gordon Jennings och George Dutton - Överraskade i gryningen – Clarence Slifer, Ray Binger och Thomas T. Moulton                                                         |

### Heders-Oscar
- George Pal (plakett)

### Irving G. Thalberg Memorial Award
- Hal B. Wallis

### Filmer med flera nomineringar
- 12 nomineringar: Sången om Bernadette
- 9 nomineringar: Klockan klämtar för dig
- 8 nomineringar: Casablanca
- 7 nomineringar: Madame Curie
- 6 nomineringar: Ungkarlsfällan och Överraskade i gryningen
- 5 nomineringar: Vi människor
- 4 nomineringar: En dag skall komma, Fantomen på Stora Operan, Luften är vårt liv och Vi hälsa livet
- 3 nomineringar: Himlen kan vänta, Irving Berlins paradrevy, Sahara, Saludos Amigos, Soldatflamman och Vägen till Cairo
- 2 nomineringar: Den stora oljeruschen, Den stora stjärnparaden, Hallå, Frisco!, Havet är vårt öde, Schlagerparaden, Skräckdagar i Prag, Skräll på Broadway, Stjärnbaneret och Upp i det blå

### Filmer med flera vinster
- 4 vinster: Sången om Bernadette
- 3 vinster: Casablanca
- 2 vinster: Fantomen på Stora Operan